# جام قهرمانان کونکاکاف ۱۹۸۲
جام قهرمانان کونکاکاف ۱۹۸۲ هجدهمین دوره مسابقات بین‌المللی فوتبال باشگاهی سالانه جام قهرمانان کونکاکاف بود که در منطقه کونکاکاف (آمریکای شمالی، آمریکای مرکزی و دریای کارائیب) برگزار شد.
اونال بازی فینال را ۳–۲ برد و برای دومین بار قهرمان کونکاکاف شد.

## فرمت
تیم‌ها به ۳ منطقه (آمریکای شمالی، آمریکای مرکزی و کارائیب) تقسیم شدند، که هر کدام تیم برنده را برای شرکت در مسابقات نهایی فرستادند. مسابقات به صورت رفت و برگشت برگزار شد.

## منطقه آمریکای شمالی/مرکزی

### مرحله اول
| تیم ۱       | نتیجه نهایی | تیم ۲                      | بازی رفت | بازی برگشت |
| ----------- | ----------- | -------------------------- | -------- | ---------- |
| شلاهو       | w/o         | کروز آزول                  | لغو شد   | لغو شد     |
| اونام       | w/o         | نیویورک پانسیپریان-فریدامز | لغو شد   | لغو شد     |
| ویدا        | w/o         | بروکلین داجرز              | لغو شد   | لغو شد     |
| ایندپندینته | ۰–۱         | کامیونیکیشنس               | ۰–۰      | ۰–۱        |

### مرحله دوم
| تیم ۱        | نتیجه نهایی | تیم ۲ | بازی رفت | بازی برگشت |
| ------------ | ----------- | ----- | -------- | ---------- |
| ویدا         | ۲–۷         | اونام | ۲–۲      | ۰–۵        |
| کامیونیکیشنس | ۲–۱         | شلاهو | ۱–۰      | ۱–۱        |

### مرحله سوم
| تیم ۱        | نتیجه نهایی | تیم ۲ | بازی رفت | بازی برگشت |
| ------------ | ----------- | ----- | -------- | ---------- |
| کامیونیکیشنس | ۲–۵         | اونام | ۲–۲      | ۰–۳        |

## منطقه کارائیب

### مرحله اول
| تیم ۱     | نتیجه نهایی | تیم ۲     | بازی رفت | بازی برگشت |
| --------- | ----------- | --------- | -------- | ---------- |
| ترانسوال  | ۲–۷         | یونگ هلند | ۲–۴      | ۰–۳        |
| پالو سیکو | ۲–۶         | رابین‌هود  | ۱–۲      | ۱–۴        |

### مرحله دوم
| تیم ۱    | نتیجه نهایی | تیم ۲      | بازی رفت | بازی برگشت |
| -------- | ----------- | ---------- | -------- | ---------- |
| اس‌یو‌بی‌تی | ۱–۲         | دیفنس فورس | ۱–۰      | ۰–۲        |
| رابین‌هود | ۲–۱         | یونگ هلند  | ۱–۱      | ۱–۰        |

### مرحله سوم
| تیم ۱    | نتیجه نهایی | تیم ۲      | بازی رفت | بازی برگشت |
| -------- | ----------- | ---------- | -------- | ---------- |
| رابین‌هود | ۶–۳         | دیفنس فورس | ۵–۲      | ۱–۱        |

## فینال
| رابین‌هود | ۰–۰ | اونام |
| -------- | --- | ----- |
|          |     |       |

| اونام                      | ۳–۲ | رابین‌هود                       |
| -------------------------- | --- | ------------------------------ |
| - فرتی ۱'، ۴۱' - فلورس ۲۵' |     | - کلینکر ۲۷' - رستمبرگ ۴۴' (پ) |

| اونام | رابین‌هود |

اونام در مجموع ۳–۲ برنده شد